# Мильцов, Гельмут
Гельмут Мильцов (нем. Helmut Milzow; 10 июля 1932, Альтенхаген, окр. Деммин) военно-морской деятель ГДР, в 1990 году начальник политического управления и заместитель командующего Фольксмарине, контр-адмирал (1984 год).

## Биография
Из семьи ремесленника. После окончания школы в 1947—1950 годах обучался профессии шорника. В 1950 году работал инструктором Союза свободной немецкой молодёжи в окружном управлении ССНМ Деммина. 8 ноября 1950 года вступил в ряды Морской народной полиции, предшественницы ВМС ГДР. Сначала служил матросом-сигнальщиком, потом учился в Школе Морской полиции в Парове. В 1952 году стал членом СЕПГ. В 1952—1954 годах проходил обучение в Политической школе Казарменной Народной полиции (Offiziersschule für politische Arbeit der KVP in Berlin-Treptow). В 1955—1957 годах был заместителем руководителя по политической работе на Центральной Радиостанции (Zentrale Funkstelle Stubbenkammer). В 1959—1960 годах учился в Высшей Офицерской Школе ВМС имени Карла Либкнехта (тогда она называлась Офицерской школой фольксмарине). В 1960—1961 годах был замполитом в 7-м дивизионе охотников за подводными лодками 4-й флотилии фольксмарине. В 1962—1963 годах занимал должность замполита в 4-м дивизионе минных тральщиков и минных заградителей (4-м минном дивизионе) 4-й флотилии фольксмарине. В 1964—1967 годах проходил обучение в Военной Академии ННА имени Фридриха Энгельса. В 1967—1970 годах служил заместителем командира и начальником политотдела 4-й флотилии фольксмарине. В 1970—1976 годах занимал ту же должность в 6-й флотилии Фольксмарине. В 1976—1979 годах был заместителем начальника политического управления фольксмарине по организационным вопросам. В 1979—1980 годах был командирован в СССР на учёбу в Академию Естественных наук при ЦК КПСС. После своего возвращения в ГДР продолжал до конца 1989 года занимать прежнюю должность (заместителя начальника политического управления Фольксмарине по организационным вопросам). 7 октября 1984 года в рамках празднования 35-й годовщины образования ГДР Мильцов получил звание контр-адмирала. С 1 января по 15 февраля 1990 года занимал должность начальника политического управления и заместителя командующего фольксмарине. 31 августа 1990 года был уволен в отставку.

## Награды
- Орден За заслуги перед Отечеством в бронзе;
- Военный орден За службу Народу и Родине в серебре.

## Воинские звания
- Контр-адмирал — 7 октября 1984 года